# Fragment Daressy
Le fragment Daressy est le relevé d’une paroi fragmentaire d’un tombeau ramesside découvert par Georges Daressy probablement à Saqqarah et perdu depuis. Seuls une épreuve photographique et un relevé manuscrit permet d’en attester l’existence.

## Description
Composée au moment de cette découverte de deux morceaux, cette paroi était décorée en au moins trois registres figurants des séries de personnalités illustres de l’histoire du pays, auxquelles le propriétaire de la tombe devait faire une offrande ou rendre hommage, thème assez répandu à cette époque.

### Premier registre
Au premier registre, dont il manque toute la partie supérieure, se trouvait une série de pharaons figurés assis. Leurs cartouches perdus devaient se lire devant leurs têtes. D'autres exemples d'hommages rendus aux rois anciens sont connus notamment à Saqqarah pour l'époque ramesside et fournissent ainsi des éléments de comparaison utiles. Sur le « fragment Daressy », treize de ces illustres souverains étaient représentés. On devait y trouver ceux qui étaient honorés comme des divinités dans la nécropole memphite, comme Téti ou Menkaouhor de l'Ancien Empire, ainsi que les pharaons qui avaient marqué l'histoire du pays depuis, dont pour le Moyen Empire certains Montouhotep, Sésostris et Amenemhat, et pour le Nouvel Empire, Ahmosis, Thoutmôsis III, Amenhotep III et les premiers ramessides. Comme seuls leurs bustes tenant des sceptres et leurs membres inférieurs assis sur des trônes, permettant d’en assurer la qualité royale, sont conservés sur le fragment Daressy, il est impossible pour le moment d'être plus précis quant à l'identification de ces treize figures royales parmi lesquelles il est possible d'ailleurs que figurent d'illustres souveraines également comme Iâhhotep ou Ahmès-Néfertary.

### Deuxième registre
Le second registre est mieux conservé bien qu'il manque la partie gauche du relief, privant ainsi d'un certain nombre de personnages qui devaient compléter ces séries. Ce sont treize dignitaires qui y sont figurés. Il s'agit d'une série de personnalités qui faisaient partie de la haute société, composée de cinq vizirs et de huit grands prêtres de Ptah. Représentés momiformes avec certaines particularités désignant leur rang, ils ont devant eux leurs principaux titres ainsi que leurs noms et sont systématiquement qualifiés par le terme juste de voix, l’équivalent en français du qualificatif de décédé. 

#### Vizirs
- Imhotep, architecte, prêtre et chancelier sous le règne de Djéser ;
- Néferkarê Iymérou qui a vécu sous Sobekhotep IV ;
- Ptahchepsès, vizir et gendre de Niouserrê pharaon de la Ve dynastie ;
- Kairès, vizir de la fin de la Ve dynastie, probablement sous Ounas ;
- Ousermontou, vizir probablement de la Haute-Égypte de la fin de la XVIIIe dynastie notamment sous le règne d'Horemheb.

#### Grands prêtres de Ptah
- Ptahemhat Ty, grand prêtre sous les règnes de Toutânkhamon, Aÿ et probablement d'Horemheb ;
- Ptahmose, grand prêtre sous la XVIIIe dynastie. Trois pontifes memphites ont porté ce nom pendant cette période. En général, le second et le troisième Ptahmose font accompagner leur nom d'une précision généalogique ce qui permet de les distinguer de leurs collègues homonymes. Comme sur le fragment Daressy aucune précision n'est ajoutée il est probable qu'il s'agisse de Ptahmose Ier ;
- Sehotepibrêânkh Nedjem, grand prêtre sous le règne de Sésostris III ;
- Nebpouren, probablement une déformation du nom (ren en égyptien) de Nebpou, grand prêtre sous le règne d'Amenemhat III ;
- Paiykhered, ou Paiyred le jeune, grand prêtre sous le règne d'Amenhotep Ier ;
- Néfertoum, grand prêtre encore inconnu de l'archéologie et de l'histoire ;
- Sennefer, grand prêtre sous les règnes de Thoutmôsis III et d'Amenhotep II ;
- Pahemnetjer, grand prêtre sous la XIXe dynastie. Deux pontifes memphites ont porté ce nom pendant cette dynastie. Comme pour le cas de Ptahmose l'absence de précision permettant de le distinguer de son collègue favorise une identification avec le premier du nom qui a exercé son pontificat sous le règne de Ramsès II.

### Troisième registre
Une ligne de texte sépare le deuxième registre du dernier. Elle cite d’autres personnalités qui ne sont pas figurés parmi lesquelles on trouve :
- Nakhtdjehouty, un dignitaire ;
- Ipouour, chef des chanteurs ;
- Amenemipet, grand prêtre d’Héliopolis ;
- Amenhotep, grand intendant de Memphis ;
- Horânkh, scribe royal et ritualiste dans la salle d'embaumement ;
- Imhotep, portant les mêmes titres que le précédent ;
- Itef, également scribe royal et ritualiste dans le salle d'embaumement ;
- Horinoutef, titulaire des mêmes fonctions.

Puis pour ce troisième registre on trouve une nouvelle série de personnages momiformes représentés de manière identique et qui étaient :
- Bouy, héraut ou porte parole ;
- Sa-Khety, ritualiste en chef ;
- Sa-Amon ou Siamon, prêtre lecteur ou plutôt prêtre ritualiste ;
- Iouny, ritualiste en chef ;
- Khâkheperrê-Séneb, prêtre lecteur ou prêtre ritualiste ;
- Meniânkh-néfer, chef des embaumeurs ;
- Sénebef, également chef des embaumeurs ;
- Khâefkhoufou, assumant cette même fonction ;
- Tétiséneb, lui aussi chef des embaumeurs ;
- Imiâh, portant le même titre ;
- Ouadjmès, idem ;
- Khâemhat, septième chef des embaumeurs cité dans cette liste ;
- Ramosé, huitième et dernier dignitaire assumant cette même fonction et qui vient clore cette énumération de fonctionnaires de la nécropole.

## Interprétation
Ce décor devait faire partie de la chapelle supérieure d’une tombe d’un dignitaire des débuts de la XIXe dynastie dont la représentation, le nom et les titres devait se trouver en face des trois registres. 
Cette paroi a fait l'objet d'une première redécouverte et analyse par Jean Yoyotte en 1965 qui en identifia la valeur et en interpréta le contenu. Il donne comme provenance assurée la région memphite en raison de la qualité des personnages cités qui sont essentiellement issus du sacerdoce memphite, voire de Saqqarah : huit chefs des embaumeurs et quatre scribes de la salle de l'embaumement ainsi qu'un intendant de Memphis et huit grands prêtres de Ptah sont de bons indices pour attester cette provenance.
Par ailleurs parmi les autres personnages, certains ne sont pas des inconnus de l'histoire comme Imhotep par exemple, ou de l'archéologie comme Ptahchepsès, Amenhotep ou Ousermontou.
Mais ceux qui retiennent l'attention des égyptologues sont bien Sa-Khéty identifié au Khéty, auteur d'une célèbre prophétie ; Kairès identifié à l'auteur du même nom d'un enseignement à son fils le vizir Kagemni ; Ipou-Our dans lequel pourrait être reconnu l'auteur des Lamentations d'Ipou-Our ; ou encore Khâkheperrê-Seneb également auteur de textes littéraires qui étaient enseignés dans les écoles de scribes.